# Kula (województwo łódzkie)
Kula – dawna osada w Polsce, w województwie łódzkim, w powiecie piotrkowskim, w gminie Wolbórz.  Miejscowość zniesiona 1 stycznia 2017.
W latach 1975–1998 osada znajdowała się w województwie piotrkowskim.